# Hubert Rohracher
Hubert Rohracher (* 24. April 1903 in Lienz; † 18. Dezember 1972 in Kitzbühel) war ein österreichischer Psychologe und Jurist.

## Leben

### Kindheit und Jugendzeit
Der Vater Hubert Rohrachers stammte aus einfachen Verhältnissen, hatte sich aber vom Knecht auf einem Bauernhof über eine Schreiberstelle bei einem Notar bis zum Grundstücksmakler emporgearbeitet. Die Mutter, Rosa von Hibler, stammte aus einer geadelten Tiroler Kaufmannsfamilie, der auch mehrere Universitätsprofessoren entstammten. Beide Eltern förderten die Neigung zu geistiger Arbeit ihres ältesten Sohnes. Nach einem Jahr Lateinunterricht im Franziskanerkloster in Lienz kam Rohracher 1914 nach Brixen, um das vom Augustiner-Orden geführte Gymnasium zu besuchen. Da in Brixen, das damals noch zu Österreich gehörte, auch der „Philosophische Einführungsunterricht“ als Unterrichtsfach gelehrt wurde, kam Rohracher bereits in der Gymnasialzeit mit dem Lehrwerk von Hermann Ebbinghaus und dem Physiologielehrbuch von Max Verworn in Kontakt, ebenso mit Immanuel Kants „Kritik der reinen Vernunft“ oder Schopenhauers „Die Welt als Wille und Vorstellung“. Als 1918 die Italienfront zusammenbrach, ging Rohracher mit einem Mitschüler zu Fuß nach Lienz nach Hause. Danach konnte er aber das Gymnasium nicht mehr in Brixen zu Ende besuchen, da diese Schule im Zuge der Annexion Südtirols durch Italien ihr Öffentlichkeitsrecht verloren hatte. Stattdessen verbrachte er die weiteren Schuljahre in Innsbruck und legte dort 1922 die Matura ab.

### Studium und akademischer Werdegang
Nach der Matura fasste er den Entschluss, zwei Fächer zu studieren, nämlich Rechtswissenschaft als Brotberuf und Psychologie aus echtem Interesse heraus. Ein Doppelstudium war aber verboten, weshalb Rohracher in Innsbruck an der Juristischen Fakultät Rechtswissenschaft belegte und in München Philosophie mit dem Hauptfach Psychologie. In München wurde er mit einer Arbeit über „Die Erkenntnistheorie und Methodenlehre G. Th. Fechners“ am 12. März 1926 zum Doktor der Philosophie promoviert und am 22. Januar 1929 in Innsbruck zum Doktor der Rechtswissenschaft. Prägende Universitätslehrer waren der Philosoph Erich Becher und der Experimentalpsychologe Richard Pauli. Ebenfalls kam er in Kontakt mit dem Musikpsychologen Kurt Huber, der später von den Nationalsozialisten hingerichtet wurde.
1927 begann Rohracher als Gerichtspraktikant, um sich auf den Beruf eines Rechtsanwalts vorzubereiten. Da etwa zur gleichen Zeit in Innsbruck die Professur für Philosophie mit dem angeschlossenen Institut für experimentelle Psychologie durch Erismann besetzt wurde, wandte sich Rohracher mit der Bitte an ihn, freiwillig dort arbeiten zu können, was ihm sofort bewilligt wurde. Er begann eine Serie von Experimenten zur Analyse des Wollens, wobei über Selbstbeobachtungen die Willensphänomene in dafür indikativen Situationen beschrieben wurden. Ebenso hat er sich an den Experimenten mit Umkehrbrillen beteiligt, die dann Ivo Kohler internationale Anerkennung gebracht haben. 1930 wurde Rohracher wissenschaftliche Hilfskraft bei Erismann und gab seine frühere Absicht, Rechtsanwalt zu werden, endgültig auf. 1932 habilitierte sich Rohracher bei Erismann mit der Arbeit „Theorie des Willens auf experimenteller Grundlage“. Zwischen 1934 und 1937 inskribierte sich Rohracher an der Medizinischen Fakultät der Universität Innsbruck, um die Anatomie und Physiologie des Nervensystems genauer studieren zu können. Zudem begann er, motiviert durch die Studien von Hans Berger, mit gehirnelektrischen Experimenten. Dabei interessierten ihn nicht nur die Ableitungen von Gehirnströmen, sondern auch die Frage, was passiert, wenn man das Gehirn mit gleichartigen Strömen reizt. Im Selbstversuch stellte er dabei subjektive Lichterscheinungen fest. Da er, um seine Apparaturen zu vervollkommnen, mit Kollegen der Technischen Hochschule in Wien zusammenarbeitete, hielt er sich auch längere Zeit in Wien auf. Er kam dabei in freundschaftlichen Kontakt mit Karl Bühler und dessen Frau Charlotte Bühler, ebenso mit Egon Brunswik sowie mit dessen späterer Frau Else Frenkel. Ein Kontakt zu Sigmund Freud ergab sich trotz räumlicher Nähe allerdings nicht, da dieser nicht zum Kreis der Psychologen zählte.
Rohracher sagt von sich, dass er niemals Mitglied in einer politischen Partei war, sich aber zur Europa-Idee sehr hingezogen fühlte und deshalb 1928 der Paneuropa-Union von Coudenhove-Kalergi beitrat. 1938 wurde Rohracher aufgrund in der Öffentlichkeit gemachter kritischer Bemerkungen aus dem Universitätsdienst entlassen, und es wurde ihm die Lehrbefugnis entzogen. Ebenso wurde ihm verboten, sein begonnenes Medizinstudium weiterzuführen. Der Vorstand des Anatomischen Instituts erlaubte ihm aber, seine Sezierübungen weiter zu betreiben. Im Einverständnis mit Erismann konnte er ebenso seine Tätigkeit im Psychologischen Institut weiterführen, wenn auch ohne Bezahlung.
Ab 1939 wurde Rohracher zum Wehrdienst eingezogen, und zwar als Heerespsychologe bei der „Dienststelle für Eignungsuntersuchungen“ beim Generalkommando in Salzburg. Sein Dienstvorgesetzter war Heinrich Roth. Aufgrund mehrerer Briefe an seinen Vater, in denen er seine Überzeugung und Hoffnung zum Ausdruck brachte, dass Deutschland den Krieg verlieren werde, forderte im Spätherbst 1940 die Gestapo, die seine gesamte Korrespondenz überwacht hatte, seine Entlassung aus der Wehrmacht und die Überstellung in ein Konzentrationslager. Rohracher entzog sich dem Zugriff, indem er sich „freiwillig“ zu einer Ausbildungstruppe für den Frontdienst meldete. Nach einem Monat wurde er zu einem Reserve-Bataillon in seiner Heimatstadt Lienz versetzt. Die Erhebungen gegen ihn wurden damals offenbar eingestellt. Erfolgreich konnte er in den Folgemonaten die Aufhebung seiner Suspendierung vom Universitätsdienst und die Wiedererteilung seiner Lehrbefugnis an der Universität Innsbruck betreiben. Aufgrund des Mangels an Lehrkräften wurde er im Mai 1941 als „Diäten-Dozent“ angestellt. In dieses Jahr fällt auch seine Verheiratung mit einer in Lienz geborenen Kinderärztin, die an der Universitäts-Kinderklinik in Wien tätig war.
Peter Goller zufolge steht Rohrachers Darstellung seiner antinazistischen Einstellung ein Brief gegenüber, den er am 13. Januar 1941 an den Rektor der Universität Innsbruck Harold Steinacker schrieb: „Für meine Aufnahme in die NSDAP habe ich die notwendigen Schritte eingeleitet.“
Am 1. April 1943 wurde Rohracher nach Wien auf eine a. o. Professur berufen. Hintergrund war, dass sich Kreise der Wehrmacht von seinen EEG-Untersuchungen kriegstechnisch verwertbare Ergebnisse versprachen. Zur Fortführung seiner Forschungen erhielt er vom Berliner Reichsministerium eine außergewöhnlich hohe jährliche Forschungssubvention von 10 000 Reichsmark zugewiesen. Im September 1944 zerstörten Bomben das Universitätshauptgebäude und auch das Gebäude des Instituts für Psychologie in Wien. Als der Universitätsbetrieb mit dem Näherrücken der Front völlig zum Erliegen kam, übersiedelte Rohracher mit seiner Frau, ihre Wiener Wohnung war ausgebombt, nach Tirol, wo sie in der Umgebung von Innsbruck das Kriegsende abwarteten. Erst im September konnte er wieder nach Wien zurückkehren. Als Privatmann, also ohne dafür mit einem Mandat des österreichischen Unterrichtsministeriums ausgestattet zu sein, nahm Rohracher Kontakt mit Karl Bühler auf, um ihm eine Rückkehr an die Wiener Lehrkanzel anzubieten. Bühler zeigte sich durchaus interessiert. Allerdings hat sich in der österreichischen Unterrichtsverwaltung niemand wirklich für eine Wiederberufung eingesetzt. So ist Bühler schließlich in den USA geblieben; Rohracher konnte ihm aber 1960 auf dem Internationalen Psychologen-Kongress in Bonn die Wilhelm-Wundt-Medaille überreichen.
Im Juni 1947 wurde Hubert Rohracher zum Ordinarius für Philosophie der Universität Wien berufen. Außerdem war er sechs Jahre als Jurist tätig. Er war nach dem Zweiten Weltkrieg als Mitglied zweier politischer Sonderkommissionen in die Maßnahmen zur Entnazifizierung an der Universität Wien eingebunden. Er galt politisch als völlig unbelastet und er war nicht nur Philosoph und Psychologe, sondern eben auch ausgebildeter Jurist und daher mit den in der Durchführung der Entnazifizierungsverfahren auftretenden rechtspraktischen Fragen gut vertraut; zudem engagierte er sich als Mitglied des Vorstandes der Gewerkschaftssektion Hochschullehrer in der Gewerkschaft der öffentlich Bediensteten, und sowohl die an den Universitäten tätigen Sonderkommissionen als auch die im Unterrichtsministerium amtierenden Senate sollten mit je einem von der Gewerkschaft gestellten Professor beschickt werden. Rohracher hatte dabei erkannt, dass die Entnazifizierung der Hochschulen mehr war als bloß die „Säuberung“ der Universität von Nazi-Professoren. Sie eröffneten jenen, die daran aktiv beteiligt waren, wissenschaftspolitische Handlungsräume: Kontakte zu den politischen Entscheidungsträgern im Unterrichtsministerium konnten geknüpft, vertieft und schließlich zur Durchsetzung von fachpolitischen Interessen genutzt werden.
Rohracher war lange Jahre Vorstand des Psychologischen Instituts der Universität Wien. Er war wirkliches Mitglied der Österreichischen Akademie der Wissenschaften sowie Gründer und einflussreicher Gründungspräsident des Österreichischen Forschungsrats, später umbenannt in Fonds zur Förderung der wissenschaftlichen Forschung (FWF). Im Jahr 1960 war er Präsident der Deutschen Gesellschaft für Psychologie.

## Werk
In der Psychologie vertrat Rohracher einen naturwissenschaftlich-experimentellen Standpunkt und erforschte etwa die Zusammenhänge zwischen elektrochemischen Gehirnvorgängen und psychischen Prozessen. Sein neuropsychologisches Werk „Die Arbeitsweise des Gehirns und die psychischen Vorgänge“ bezeichnet er als sein wichtigstes (siehe auch Neuropsychotherapie und Gedächtnishemmung).
Er vertrat eine positivistische Psychologie, nach der psychisches Erleben nur über den Umweg der dem Erleben zugrunde liegenden hirnphysiologischen Vorgänge wissenschaftlich zu erforschen sei. Mit vielen deutschen Kollegen teilte Rohracher die Ablehnung der Psychoanalyse, ebenso vertrat er eine äußerst kritische Haltung gegenüber den verschiedenen Spielarten des US-amerikanischen Behaviorismus, den er als Irrlehre bezeichnete, welche den Fortschritt der psychologischen Forschung für viele Jahre gehemmt habe. Das hinderte ihn aber nicht daran, an seinem Institut eine systematische Rezeption der US-amerikanischen Psychologie in die Wege zu leiten. Hier war es das Verdienst seiner beiden Nachkriegsassistenten, Walter Toman und Erich Mittenecker, die durch Forschungsaufenthalte in den USA dafür prädestiniert waren,  diese Themen und Theorien in den deutschen Sprachraum zu importieren.
1944 entdeckte er die Mikrovibrationen der Muskulatur der Warmblüter und untersuchte deren Bedeutung für psychische Prozesse.
In seinem 1926 erschienenen Buch Persönlichkeit und Schicksal beschreibt er die ersten Ergebnisse seiner charakterologischen Forschungen. 1953 erschien die erste Auflage seines Buches Die Arbeitsweise des Gehirns und die psychischen Vorgänge. Sein bekanntestes Werk ist die Einführung in die Psychologie, eine überaus kompetente, letztlich auch in sich geschlossene systematische Darstellung der älteren, auf Experiment und Selbstbeobachtung gestützten Tradition der deutschsprachigen Erlebnispsychologie, die aber heute nicht mehr den fachlichen Standards entspricht.
Rohracher nahm an der Universität Wien eine dominante Position in der Lehre der Psychologie nicht nur für Psychologen, sondern auch für Lehramtsstudenten ein: Seine Hauptvorlesung war die meistbesuchte Lehrveranstaltung der Universität. Neben dem Rigorosenfach Psychologie nahm Rohracher auch das sogenannte Philosophikum, eine Pflichtprüfung für alle, die den Dr. phil. erwerben wollten, ab.
Rohracher gilt auch als ausgesprochen erfolgreicher Förderer des wissenschaftlichen Nachwuchses. Aus seinem Institut ging eine Vielzahl (etwa 40) deutscher und österreichischer Universitätsprofessoren und -professorinnen hervor.

## Ehrungen
- 1960 Preis der Stadt Wien für Naturwissenschaften
- Ehrendoktorat der Medizin durch die Universität Innsbruck
- Ehrensenator der Universität Wien

## Ausgewählte Schriften
- Persönlichkeit und Schicksal. Braumüller, Wien 1926.
- Kleine Einführung in die Charakterkunde. Teubner, Berlin, Leipzig 1934.
- Die Vorgänge im Gehirn und das geistige Leben. Barth, Leipzig 1939.
- Die elektrischen Vorgänge im menschlichen Gehirn. Barth, Leipzig 1942.
- Einführung in die Psychologie. Urban & Schwarzenberg, Wien 1946.
- Die Arbeitsweise des Gehirns und die psychischen Vorgänge. (3., völlig umgearb. u. erw. Aufl. von: Die Vorgänge im Gehirn und das geistige Leben). J. A. Barth, München 1953.
- Experimentelle und statistische Beiträge zur psychologischen Unfallforschung. Rohrer, Wien 1956.
- Regelprozesse im psychischen Geschehen. Böhlau, Graz 1961.
- zusammen mit K. Inanaga. Die Mikrovibration. ihre biologische Funktion und ihre klinisch-diagnostische Bedeutung. Huber, Bern 1969.